# Vânători-Neamț
Vânători-Neamț je obec v Rumunsku, v župě Neamț. Žije v ní asi 7000 obyvatel. Je tvořena čtyřmi vesnicemi: Lunca, Mânăstirea Neamț, Nemțișor a Vânători-Neamț. Leží na břehu řeky Nemțișor. Nachází se v severní části župy, na hranici se župou Suceava. Na území obce se nachází klášter Neamț založený roku 1497 a částečně na něj zasahuje Přírodní park Vânători-Neamț. V chráněné oblasti o rozloze 180 ha žije 17 zubrů evropských. V obci se roku 1650 narodila světice Teodora de la Sihla.